# ブランデー・アニストン

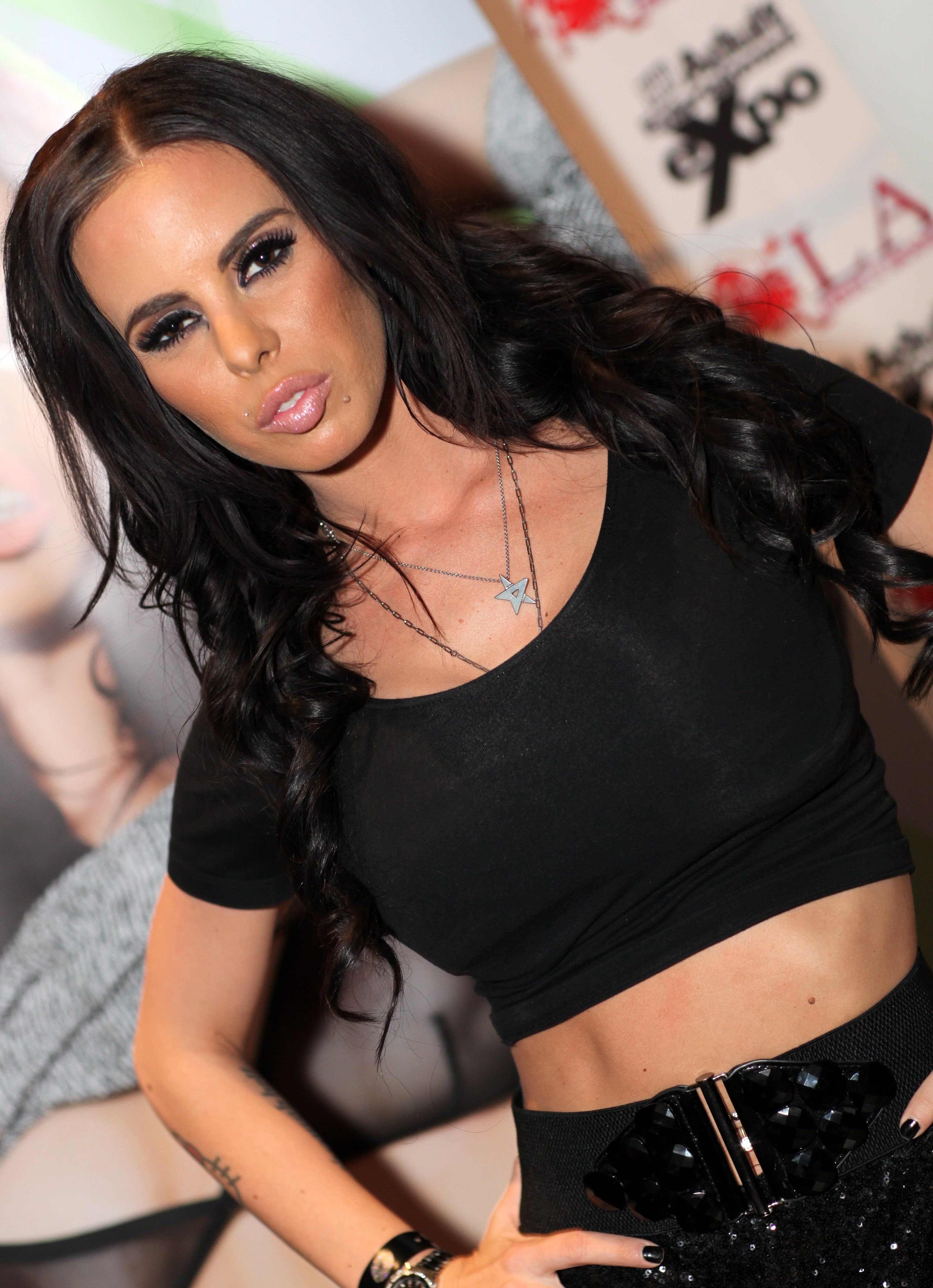
ブランデー・アニストン

ブランデー・アニストン（Brandy Aniston、1984年10月19日 - ）は、アメリカ合衆国のポルノ女優。カリフォルニア州ハンティントンビーチ出身。